# Marchand de tapis au Caire
Marchand de tapis au Caire (en anglais : The Carpet Merchant in Cairo) est une peinture à l'huile sur toile réalisée par  Jean-Léon Gérôme (1824-1904) et conservée au Minneapolis Institute of Art.

## Histoire
Après l'Exposition universelle de 1873 à Vienne et en conséquence de l'émergence d'une classe moyenne en Grande-Bretagne, s'ouvrit un marché important pour les tapis persans. La fabrication du tapis nécessitant des matériaux et de main-d'œuvre et la demande des tapis persans devient si importante, que des laines sont importées en Iran, depuis Manchester. Jusqu’aux années 1870, il semble que la production commerciale et la production à forfait étaient financées localement par des notables persans - des magistrats, des dignitaires provinciaux, des marchands, des propriétaires. Le Caire était un des centres les plus actifs du commerce de tapis.

### Orientalisme
L'orientalisme, un mouvement artistique qui a vu son sommet à la fin du XIXe siècle, a exploré des thèmes et des motifs « exotiques », des rêveries tirés des cultures non européennes, surtout du monde arabe et moyen-oriental. Ce mouvement a influencé les beaux-arts et aussi les arts décoratifs. Des artistes français, tels qu'Eugène Delacroix, Jean-Léon Gérôme et Jean-Auguste-Dominique Ingres, ont peint des œuvres explicatives de la culture islamique. Les historiens de l'art ont la tendance à identifier deux types d'artistes orientalistes : les « réalistes » qui ont peint ce qu'ils ont observé et ceux qui ont imaginé des scènes orientalistes sans jamais quitter leurs ateliers.
Jean-Léon Gérôme fut l'un des peintres orientalistes les plus affirmés et les plus influents de France. Il était de style réaliste : les visages, les corps, les bâtiments et les paysages sont précisément rendus dans ses peintures.

## Description
La scène - qui a un effet théâtral - se déroule à l'intérieur de la cour d'un palais. Un groupe de porteurs du marchand présente un grand tapis « à galerie » lequel pend du premier étage jusqu'au plancher de la cour. Un autre groupe de quatre personnages, vus de dos et en costumes élégantes, représente les acheteurs. Ils restent en silence et - le nez en l'air - ils examinent le tapis, dont les qualités sont exaltées par les deux marchands qui accompagnent leurs paroles par de larges et éloquents gestes.
À droite, un troisième groupe de personnes,  avec le petit cortège des serviteurs des riches acheteurs et un âne blanc, destiné à transporter le tapis acheté, à gauche se tient debout et en silence un gardien noir, armé et enveloppé dans son manteau tribal.
Le tapis, finement peint avec de petits traits de couleurs - une palette très riche utilise le peintre - montre une rosace centrale sur fond vert, la couleur sacrée pour les Arabes. Cela montre qu'il a été réalisé pour être vendu à l'intérieur du monde arabe et qu'il est destiné à une mosquée : sur ce cœur vert, en effet, on ne doit pas marcher avec des chaussures.
Le peintre montre grande habileté à représenter les étoffes, les plis des tapis dispersés au sol, les détails des vêtements des deux marchands, qui appartiennent à une catégorie sociale différente de celle des riches acheteurs.

## Images

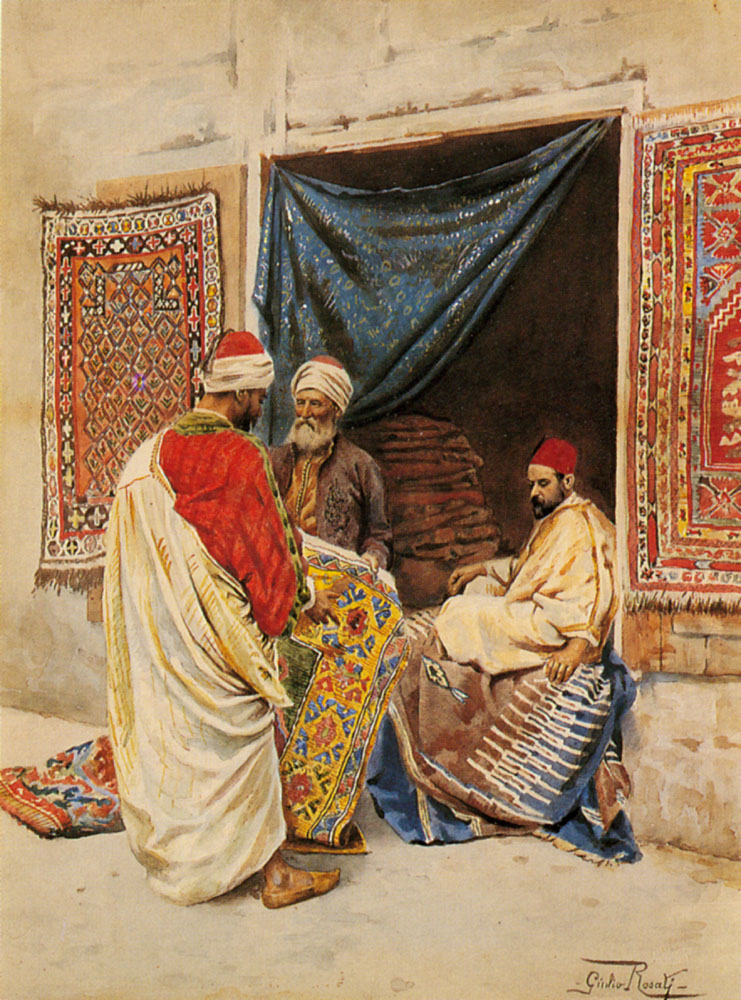
Giulio Rosati, aquarelle (1857 -1917), Un marchand de tapis.
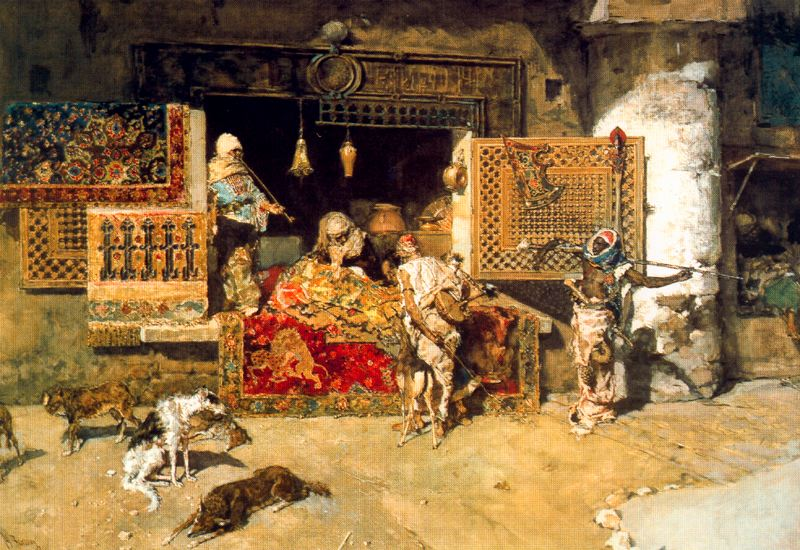
Marià Fortuny, Le marchand de tapis au Maroc, 1870, (Musée de Montserrat).